# Gabrielle Thomas
Gabrielle Thomas (Atlanta, 1996. december 7. –) olimpiai bajnok amerikai rövidtávfutó.

## Pályafutása
A Harvard Egyetem hallgatójaként részt vett az amerikai egyetemi bajnokságban. Ligarekordot ért el 100 és 200 méteren és fedett pályán 60 méteren is. Emellett távolugrásban, hármasugrásban és a váltószámokban is kipróbálta magát.
2021-ben az amerikai olimpiai válogatóversenyen 200 méteres síkfutásban 21,61 másodperces idővel győzött. Ennél jobb időre csak a világcsúcstartó Florence Griffith Joyner volt képes a női mezőnyben korábban. Az augusztusi tokiói olimpián ezen a távon 21,87-et futott a döntőben és végül bronzérmes lett. Indult az amerikai csapat tagjaként a 4 × 100 méteres váltófutásban is, amelyen a jamaicai váltó mögött célba érve ezüstérmet szerzett.
Combizomhúzódás miatt lemaradt a hazájában rendezett 2022-es világbajnokságról. 2023 júliusában az amerikai bajnokságon 21,60 másodperces egyéni csúcsot futott. Egy hónappal később a budapesti világbajnokságon fő számában 200 méteren második helyezett lett 21,81 másodperces eredménnyel. A 4 × 100 méteren győztes váltó tagjaként lett világbajnok.
A 2024-es párizsi olimpián a 200 méteres futás mellett aranyérmet szerzett még a 4 × 100 méteres és a 4 × 400 méteres váltófutásban induló amerikai csapat tagjaként is.

## Egyéni legjobbjai
Szabadtér
| Táv   | Eredmény | Helyszín                          | Időpont           |
| ----- | -------- | --------------------------------- | ----------------- |
| 100 m | 11,00    | Eugene, Amerikai Egyesült Államok | 2021. június 18.  |
| 200 m | 21,60    | Eugene, Amerikai Egyesült Államok | 2023. július 9.   |
| 400 m | 49,68    | Austin, Amerikai Egyesült Államok | 2023. április 29. |

Fedett pálya
| Táv   | Eredmény | Helyszín                                | Időpont          |
| ----- | -------- | --------------------------------------- | ---------------- |
| 60 m  | 7,21     | Fayetteville, Amerikai Egyesült Államok | 2021. január 24. |
| 400 m | 54,50    | New York, Amerikai Egyesült Államok     | 2019. február 9. |